# Distrikt El Carmen (Churcampa)
Der Distrikt El Carmen liegt in der Provinz Churcampa in der Region Huancavelica im Südwesten von Zentral-Peru. Der Distrikt wurde am 10. Juni 1955 gegründet. Er besitzt eine Fläche von 76 km². Beim Zensus 2017 wurden 2548 Einwohner gezählt. Im Jahr 1993 lag die Einwohnerzahl bei 3032, im Jahr 2007 bei 3102. Sitz der Distriktverwaltung ist die 3114 m hoch gelegene Ortschaft Paucarbambilla mit 182 Einwohnern. Paucarbambilla befindet sich 10 km westlich der Provinzhauptstadt Churcampa.

## Geographische Lage
Der Distrikt El Carmen liegt südzentral in der Provinz Churcampa am Westrand der peruanischen Zentralkordillere. Der nach Südosten strömende Río Mantaro begrenzt den Distrikt im Südwesten.
Der Distrikt El Carmen grenzt im Westen an den Distrikt Anco, im Norden an den Distrikt Paucarbamba, im Osten und im Südosten an den Distrikt Locroja sowie im Südwesten an die Distrikte Acobamba und Rosario (beide in der Provinz Acobamba).

## Ortschaften
Neben dem Hauptort gibt es folgende größere Ortschaften im Distrikt:
- Ccarhuacata (Einwohner)
- Larcay
- Palermo (296 Einwohner)